# Nuno Morais
Pour les articles homonymes, voir Morais.
Nuno Miguel Barbosa Morais (né le 29 janvier 1984 à Penafiel) est un footballeur portugais. Il est milieu défensif, mais peut également jouer en défense centrale. Il occupe actuellement le poste d'entraîneur adjoint au Raja Club Athletic

## Biographie
Morais commence sa carrière au FC Penafiel, au Portugal. En août 2004, il signe en Angleterre au Chelsea de José Mourinho pour un montant non divulgué. Morais signe un contrat de trois ans, après une période d'essai réussie. 
À Chelsea, il fait ses débuts sur une victoire contre Scunthorpe United en janvier 2005, en jouant les 90 minutes. Toutefois, les possibilités en équipe première étant très limitées, il est prêté au CS Marítimo pour la saison 2005-2006. 
En 2006-2007, il met fin à sa collaboration avec Chelsea et signe pour trois saisons à l'APOEL Nicosie dans le championnat chypriote.
À noter que Nuno Morais possède 14 sélections en équipe du Portugal des moins de 21 ans et 3 sélections en équipe du Portugal des moins de 20 ans.
Le 23 novembre 2024, il est désigné comme entraîneur adjoint de son compatriote Ricardo Sá Pinto au Raja Club Athletic

## Statistiques
| Saison                | Club                  | Championnat           | Championnat | Championnat | Coupe(s) nationale(s) | Coupe(s) nationale(s) | Compétition(s) continentale(s) | Compétition(s) continentale(s) | Compétition(s) continentale(s) | Total | Total |
| Saison                | Club                  | Division              | M.          | B.          | M.                    | B.                    | Comp.                          | M.                             | B.                             | M.    | B.    |
| 2002-2003             | FC Penafiel           | D2                    | 17          | 0           | 2                     | 1                     | -                              | -                              | -                              | 19    | 1     |
| 2003-2004             | FC Penafiel           | D2                    | 32          | 2           | 3                     | 0                     | -                              | -                              | -                              | 35    | 2     |
| Sous-total            | Sous-total            | Sous-total            | 49          | 2           | 5                     | 1                     | -                              | -                              | -                              | 54    | 3     |
| 2004-2005             | Chelsea FC            | D1                    | 2           | 0           | 1                     | 0                     | C1                             | 1                              | 0                              | 4     | 0     |
| 2006-2007             | Chelsea FC            | D1                    | 2           | 0           | 3                     | 0                     | -                              | -                              | -                              | 5     | 0     |
| Sous-total            | Sous-total            | Sous-total            | 4           | 0           | 4                     | 0                     | -                              | 1                              | 0                              | 9     | 0     |
| 2005-2006             | CS Marítimo (prêt)    | D1                    | 17          | 0           | 3                     | 0                     | -                              | -                              | -                              | 20    | 0     |
| Sous-total            | Sous-total            | Sous-total            | 17          | 0           | 3                     | 0                     | -                              | -                              | -                              | 20    | 0     |
| 2007-2008             | APOEL Nicosie         | D1                    | 15          | 0           | 8                     | 1                     | C1                             | 2                              | 0                              | 25    | 1     |
| 2008-2009             | APOEL Nicosie         | D1                    | 30          | 3           | 6                     | 0                     | C3                             | 6                              | 0                              | 42    | 3     |
| 2009-2010             | APOEL Nicosie         | D1                    | 29          | 1           | 6                     | 0                     | C1                             | 11                             | 0                              | 46    | 1     |
| 2010-2011             | APOEL Nicosie         | D1                    | 30          | 0           | 2                     | 0                     | C3                             | 3                              | 0                              | 35    | 0     |
| 2011-2012             | APOEL Nicosie         | D1                    | 28          | 1           | 4                     | 2                     | C1                             | 16                             | 1                              | 48    | 4     |
| 2012-2013             | APOEL Nicosie         | D1                    | 27          | 4           | 2                     | 0                     | C3                             | 6                              | 0                              | 35    | 4     |
| 2013-2014             | APOEL Nicosie         | D1                    | 34          | 5           | 8                     | 0                     | C1+C3                          | 2+8                            | 0+1                            | 52    | 6     |
| 2014-2015             | APOEL Nicosie         | D1                    | 27          | 2           | 7                     | 0                     | C1                             | 10                             | 0                              | 44    | 2     |
| 2015-2016             | APOEL Nicosie         | D1                    | 34          | 3           | 7                     | 1                     | C1+C3                          | 6+6                            | 0                              | 53    | 4     |
| 2016-2017             | APOEL Nicosie         | D1                    | 33          | 3           | 8                     | 0                     | C1+C3                          | 6+9                            | 0                              | 56    | 3     |
| 2017-2018             | APOEL Nicosie         | D1                    | 34          | 9           | -                     | -                     | C1                             | 12                             | 0                              | 46    | 9     |
| 2018-2019             | APOEL Nicosie         | D1                    | 28          | 13          | -                     | -                     | C1+C3                          | 2+6                            | 0+2                            | 36    | 15    |
| Sous-total            | Sous-total            | Sous-total            | 349         | 44          | 58                    | 4                     | -                              | 111                            | 4                              | 518   | 52    |
| Total sur la carrière | Total sur la carrière | Total sur la carrière | 419         | 46          | 70                    | 5                     | -                              | 112                            | 4                              | 601   | 55    |

## Palmarès
APOEL Nicosie
- Champion de Chypre en 2009, 2011, 2013, 2014, 2015, 2016, 2017, 2018 et 2019.
- Vainqueur de la Coupe de Chypre en 2008, 2014 et 2015.
- Vainqueur de la Supercoupe de Chypre en 2008, 2009, 2011 et 2013.
- Finaliste de la Coupe de Chypre en 2017.